# Institut royal météorologique des Pays-Bas
L'institut royal météorologique des Pays-Bas (KNMI, en néerlandais : Koninklijk Nederlands Meteorologisch Instituut) est le service national de météorologie des Pays-Bas. Il est chargé de la prise de données météorologiques de surface, aérologiques et en mer ainsi que des relevés sismologiques et de qualité de l'air. Il doit également fournir des prévisions météorologiques, faire des recherches sur le climat et son changement. Son quartier-général se trouve à De Bilt dans la province d’Utrecht.

## Histoire

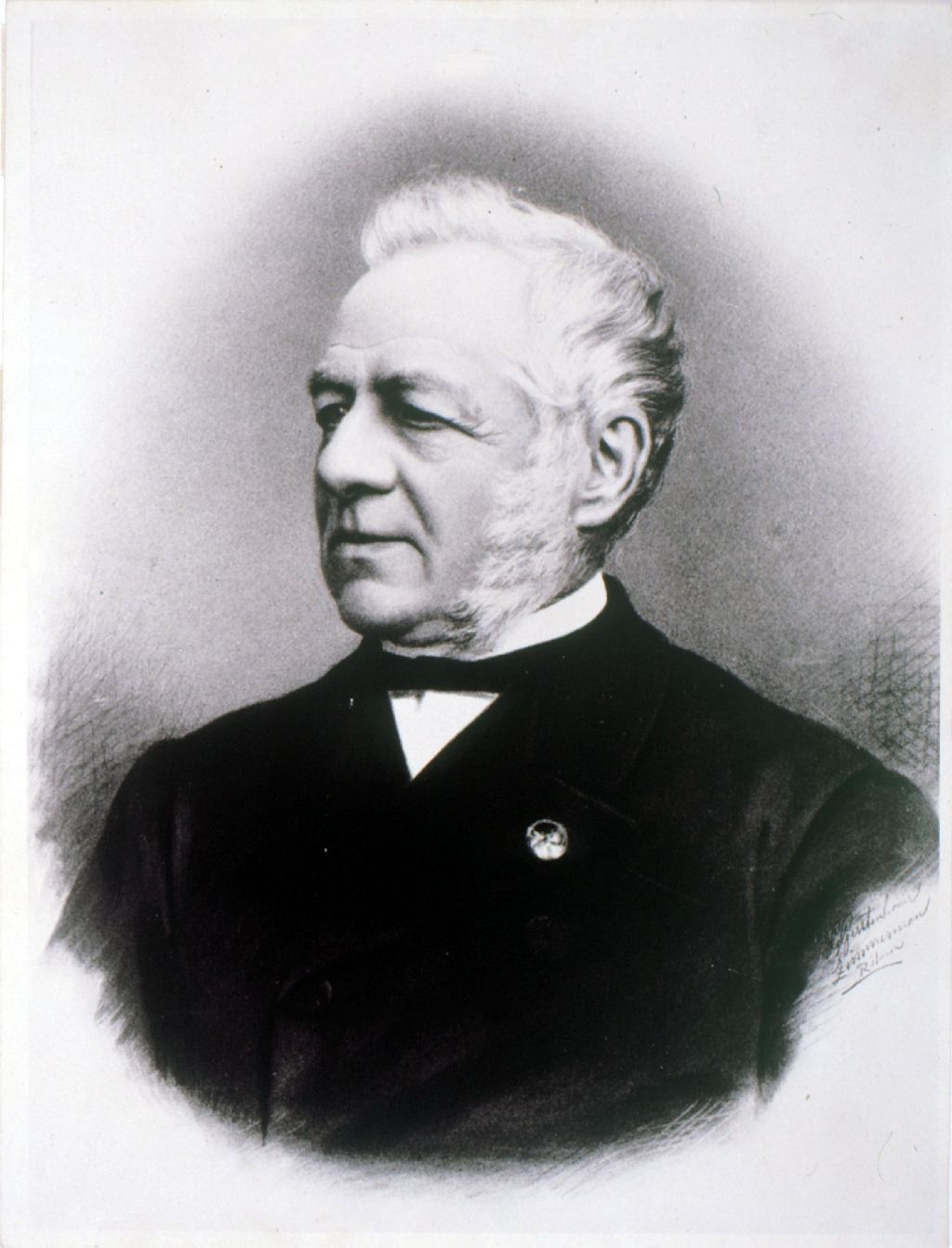
Buys Ballot, le premier directeur.

Le KNMI a été créé par une ordonnance royale le 31 janvier 1854. C.H.D. Buys Ballot (1817-1890) a été son premier directeur et le quartier-général était alors à l'observatoire de Sonnenborgh à Utrecht. En 1897, sous la direction de Maurits Snellen, l'Institut est déménagé à De Bilt où il est toujours. Dans les années 1920, les radiosondages ont commencé à être effectués régulièrement et en 1938, le KNMI a ouvert une succursale à l'aéroport d'Amsterdam-Schiphol pour le besoin de l'aviation. Ce fut suivi de bureaux à d'autres aéroports.
Dès 1924, le centre de De Bilt émettait ses prévisions à la radio, cela se poursuivit avec l'avènement de la télévision. Dans les années 1980, la météorologie commerciale commença à jouer un rôle et la mission du KNMI, une agence du ministère des Transports, fut redéfinie pour se concentrer sur les avertissements publics pour sécurité de la population, la prise de données météorologiques et la recherche. En 2000, la reine Béatrix inaugura le nouveau complexe du KNMI à De Bilt, où la plupart de près de 500 employés travaillent maintenant.
Après la dissolution des Antilles néerlandaises en 2010, le département météorologique de Curaçao avait initialement repris les tâches d'un service météorologique pour Bonaire, Saint-Eustache et Saba (BES). En 2016, ces tâches ont été transférées au nouveau département spécial du KNMI basé à Built. La langue de communication externe n'y est pas le néerlandais, mais l'anglais, et pour Bonaire, l'anglais et le papiamento.

## Structure
L’Institut est une agence gouvernementale qui fonctionne 24 heures par jour à la prise de données météorologiques et sismologique ainsi qu’à la prévision. Il est en relation avec les autres services météorologiques nationaux à travers le monde, en particulier avec le Centre européen de prévision météorologique à moyen terme (ECMWF) en Grande-Bretagne, Eumetsat et l’Organisation météorologique mondiale.
Le KNMI déploie une réseau de stations météorologiques réparties aux Pays-Bas, des radars de précipitations et des récepteurs de satellites météo dont les données sont intégrées aux modèles de prévision numérique du temps. Le KNMI utilise ainsi Harmonie-Arome à haute résolution et à court terme, l'IFS (Integrated Forecasting System) et OpenIFS (version open source d'IFS) du Centre européen pour les prévisions météorologiques à moyen terme (CEPMMT) à grille mondiale utilisés pour le moyen terme, ainsi que EC-Earth, pour les simulations climatiques mondiales, y compris les projections futures. Le service a aussi différents types d’instruments de mesure sismologiques.

## Recherche
Le KNMI se concentre dans trois secteurs,
- Amélioration de la qualité, de l'utilité et de l’accessibilité des données et des prévisions météorologiques et océanographiques ;
- Recherche sur le climat et le changement climatique, les relations en le climat et l'océanographie, la couche limite planétaire, les nuages, la radiation et la composition chimique de l’atmosphère terrestre dont l’ozone. Le tout pour l'amélioration des connaissance dans ces domaines et pour le support à la prise de décisions gouvernementales ;
- Recherche en sismologie.

Le KNMI a également un centre de recherche sur la modélisation de la dispersion des polluants atmosphériques,. Les modèles informatiques ainsi développés servent à prédire la trajectoire des polluants, des gaz toxiques ou radioactifs pouvant être relâchés dans l’atmosphère en cas d’accident. Les météorologues du KNMI maintiennent une surveillance 24 heures par jour à ce sujet et peuvent intervenir dès qu'un signalement est fait afin d’avertir les autorités des zones menacées.
Les modèles de recherche en usage en 2025 sont : 
- RACMO et HCLIM, modèles climatiques régionaux utilisés, entre autres, pour créer les scénarios climatiques pour les Pays-Bas ;
- Lotos-Euros, modèle régional de qualité de l'air utilisé pour les prévisions à court terme du service de surveillance de l'atmosphère Copernicus.

## Identité visuelle

### Logos

Version du logo en anglais de l'institut météorologique